# Neobatrachus wilsmorei
The Goldfield's Bull Frog hoặc Wilsmore's Frog (Neobatrachus wilsmorei) là một loài ếch trong họ Myobatrachidae. Chúng là loài đặc hữu của Úc.
Các môi trường sống tự nhiên của chúng là vùng cây bụi ôn đới, vùng cây bụi khô khu vực nhiệt đới hoặc cận nhiệt đới, thảm cây bụi kiểu Địa Trung Hải, đồng cỏ khô nhiệt đới hoặc cận nhiệt đới vùng đất thấp, đầm nước ngọt có nước theo mùa, sa mạc nóng, và sa mạc ôn đới.